# ボーザ
ボーザ（イタリア語: Bosa）は、イタリア共和国サルデーニャ自治州オリスターノ県にある、人口約7,800人の基礎自治体（コムーネ）。

## 地理

### 位置・広がり

#### 隣接コムーネ
隣接するコムーネは以下の通り。括弧内のSSはサッサリ県所属を示す。
- マゴマーダス
- モードロ
- モントレスタ
- パドリア (SS)
- ポッツォマッジョーレ (SS)
- スーニ
- ヴィッラノーヴァ・モンテレオーネ (SS)

## 文化・観光
「イタリアの最も美しい村」クラブ加盟コムーネである。